# Adam Siekierzycki
Adam Siekierzycki (ur. 10 października 1921 w Siejłowiczach, zm. 4 maja 1996 w Szczecinie) – pułkownik dyplomowany Wojska Polskiego.

## Życiorys
Adam Siekierzycki urodził się 10 października 1921 w Siejłowiczach, w gminie Howiezna, powiat nieświeski. Jesienią 1944 został powołany do wojska i skierowany do Oficerskiej Szkoły Saperów, którą ukończył we wrześniu 1945.
W latach 1945–1951 jako dowódca plutonu i kompanii saperów w 4 pułku saperów brał udział w rozminowywaniu wielu rejonów, zwłaszcza województw: poznańskiego, bydgoskiego i ziemi lubuskiej. Od 1951 do 1952 dowodzi batalionem saperów w 4 pułku saperów. W 1952 został szefem sztabu tego pułku. W latach 1953–1954 słuchacz Kursu Doskonalącego Oficerów przy Akademii Sztabu Generalnego. Po zakończeniu kursu w 1954 został dowódcą 5 pułku saperów. W okresie od 1955 do 1958 dowodził 2 Brygadą Saperów, z którą w 1956 rozminowywał Przełęcz Dukielską. W 1958 został szefem saperów 8 Dywizji Artylerii. W 1962 został słuchaczem Akademii Sztabu Generalnego, a dwa lata później szefem Wydziału Operacyjnego Szefostwa Wojsk Inżynieryjnych Pomorskiego Okręgu Wojskowego. W 1965 ponownie objął dowodzenie 5 pułkiem saperów i dowodził nim do 1974.
„Oficer z bogatym stażem na stanowiskach dowódcy pułku i brygady saperów, na których zdobył duże doświadczenie. Jako dowódca jednostek inżynieryjnych dbał o ich dobre wyszkolenie i wysoką zdolność bojową. Osiągał w tym zakresie dobre wyniki. Wielokrotnie kierował podległymi pododdziałami podczas akcji przeciwlodowych i powodziowych. Dobry organizator szkolenia i wykonywanych zadań inżynieryjnych. Potrafił umiejętnie łączyć szkolenie specjalne, z wykonywaniem przez pododdziały prac na rzecz gospodarki narodowej. Na stanowisku dowódcy 5 pułk saperów, wniósł szczególnie duży wkład w rozbudowę bazy szkoleniowej i socjalnej w garnizonie Szczecin–Podjuchy. Typ dowódczy, wymagający, sprawny w działaniu, zaangażowany. Budził respekt u podwładnych. Zapalony myśliwy”.
Zmarł 4 maja 1996 w Szczecinie. Pochowany na cmentarzu Zdroje w Szczecinie.

## Awanse
- major – 1954
- podpułkownik – 1956
- pułkownik – 1958

## Ordery i odznaczenia
- Krzyż Walecznych
- Złoty Krzyż Zasługi
- Srebrny Krzyż Zasługi
- Brązowy Krzyż Zasługi
- Krzyż Kawalerski Orderu Odrodzenia Polski
- Srebrny Medal Zasłużonym na Polu Chwały
- Medal „Za zasługi dla obronności kraju” – brązowy
- Medal „Za zasługi dla obronności kraju” – srebrny
- Medal „Za zasługi dla obronności kraju” – złoty
- Medal „Siły Zbrojne w Służbie Ojczyzny” – brązowy
- Medal „Siły Zbrojne w Służbie Ojczyzny” – srebrny
- Medal „Siły Zbrojne w Służbie Ojczyzny” – złoty
- Medal Zwycięstwa i Wolności 1945
- Odznaczenie im. Janka Krasickiego